# 維克多 (皇帝)
弗拉菲烏斯·維克多（拉丁語：Flavius Victor，？—388年8月），於383／384年或387年中至388年8月間短暫在任羅馬皇帝（西部皇帝）。維克多的生年不詳，其父马格努斯·马格西穆斯於383年7月反叛並擊敗了時任西部皇帝格拉提安，之後獲東部皇帝狄奧多西一世承認為格拉提安的繼任者。383／384年或387年中，維克多受封為奧古斯都，成為皇帝。387年，馬格西穆斯入侵義大利，企圖消滅格拉提安之弟瓦伦提尼安二世的勢力；惟狄奧多西一世於388年揮軍攻打西部羅馬，馬格西穆斯於潘诺尼亚兩次與之交戰皆被擊敗，之後在阿奎萊亞被狄奧多西一世擒獲，當年8月28日被處決。同月，維克多亦於特里尔遭到法蘭克人將領阿波加斯特處決。

## 生平
維克多的生年不詳，父親為高卢大元帥马格努斯·马格西穆斯。383年，馬格西穆斯於不列顛尼亞起兵反叛並擊敗了時任西部皇帝格拉提安，控制了高盧和西班牙地區，之後獲東部皇帝狄奧多西一世承認為格拉提安的繼任者。383／384年或387年中，維克多受封為奧古斯都，成為皇帝。從鑄有維克多頭像硬幣的數量比鑄有馬格西穆斯頭像硬幣的數量還多一事可以看出，馬格西穆斯極可能意圖自行開創王朝。
387年，馬格西穆斯入侵義大利，企圖消滅格拉提安之弟瓦伦提尼安二世的勢力。他成功的占領了義大利，但瓦倫提尼安二世並未被俘而脫身，逃到了位於東部羅馬的忒薩洛尼卡。在瓦倫提尼安二世多次請求之下，狄奧多西一世決定為他恢復帝位。狄奧多西一世做出此舉的理由眾說紛紜，4世紀歷史學家魯菲努斯認為瓦倫提尼安二世表示將改信正統，恩納皮烏斯則認為瓦倫提尼安二世將其妹弗拉維亞·加拉嫁予狄奧多西一世，以換取協助。388年春，狄奧多西一世正式揮軍攻打西部羅馬，迫使馬格西穆斯回防。雙方於潘诺尼亚的錫薩克及普图伊兩次交戰，馬格西穆斯皆被擊敗，之後逃至義大利，在阿奎萊亞被狄奧多西一世擒獲，當年8月28日被斬首處決。同月，維克多亦於特里尔遭到法蘭克人將領阿波加斯特處決。